# みうら (輸送艦)
みうら（ローマ字：JDS Miura, LST-4151）は、海上自衛隊の輸送艦。みうら型輸送艦の1番艦。艦名は三浦半島に由来する。

## 艦歴
「みうら」は、第4次防衛力整備計画に基づく昭和47年度計画輸送艦4151号艦として、石川島播磨東京第2工場で1973年11月26日に起工され、1974年8月13日に進水、1975年1月29日に就役し、自衛艦隊直轄第1輸送隊に編入され横須賀に配備された。
1992年、自衛隊カンボジア派遣のためにカンボジア派遣海上輸送補給部隊を編成、人員・車両を積載し1992年9月17日に「おじか」と共に横須賀を出港、途中で補給艦「とわだ」と合流、10月2日にカンボジアのシハヌークヴィル港に入港した。12月26日に横須賀に帰港。
1993年8月10日から「さつま」、補給艦「はまな」とともに、第2次カンボジア派遣海上輸送部隊の任務に従事し、同年10月6日に帰国。
1998年2月13日、退役した「あつみ」に代わって横須賀地方隊に直轄艦として編入された。
2000年4月7日、除籍。就役期間中の総航程は37万9,719浬、地球17.6周分に達した。